# جون إيمز
جون مايكل إيمز (بالإنجليزية: John Emms)‏ (14 مارس 1967) هو أستاذ كبير ومدرب وكاتب شطرنج إنجليزي، قائد الفريق الإنجليزي في أولمبياد 2002، تعادل بالمركز الأول لبطولة بريطانيا للشطرنج عام 1997، وفي أكتوبر 2004 درب الفريق النسوي لأولمبياد الشطرنج الـ 36 في كالفيامايوركا.

## كتب
كتب إيمز مؤلفات كبيرة في الشطرنج منها:
- دليل سهل لتفرع دفاع نيمزو-هندي 1998.
- الدفاع الفرنسي تفرع تاراش 1998.
- دليل سهل لتفرع روي لوبيز 1999
- أفضل نقلات الشطرنج على الإطلاق 2000
- إلعب تفرع نايدورف: تفرع شفنينغن 2003
- البداية: نهايات لعب القطع الصغيرة 2004
- سلاح خطير: التفرع الصقلي 2006

## في الأولمبياد
مثل إيمز إنجلترا مرتين في أولمبياد الشطرنج سنة 200 و 2002، في كلا المرتين لعب في الرقعة الثانية وكانت نتيجته 7.5 من أصل 13 مباراة (9 + 3 = -1) بمعدل 57.7% من النقاط.
| السنة | الأولمبياد            | المدينة | Elo تصنيف | الرقعة  | المباريات | فوز | تعادل | خسارة | %     |
| ----- | --------------------- | ------- | --------- | ------- | --------- | --- | ----- | ----- | ----- |
| 2000  | أولمبياد الشطرنج 2000 | إسطنبول | 2502      | الثانية | 9         | 3   | 6     | 0     | 66,7% |
| 2002  | أولمبياد الشطرنج 2002 | بليد    | 2520      | الثانية | 4         | 0   | 3     | 1     | 37,5% |

## روابط خارجية
- جون إيمز على موقع الاتحاد الدولي للشطرنج (الإنجليزية)
- جون إيمز على موقع مباريات الشطرنج (الإنجليزية)
- جون إيمز على موقع 365Chess.com (الإنجليزية)
- جون إيمز على موقع Chesstempo.com (الإنجليزية)
- جون إيمز على موقع الاتحاد الأمريكي للشطرنج (الإنجليزية)
- جون إيمز سجل أولمبياد الشطرنج على موقع OlimpBase.org (الإنجليزية)
- صفحة اللاعب على موقع الاتحاد الدولي للشطرنج